# Marek Maciejewski (ekonomista)
Marek Maciejewski – polski ekonomista, doktor habilitowany nauk społecznych, profesor na Uniwersytecie Ekonomicznym w Krakowie, specjalista od finansów międzynarodowych.

## Kariera naukowa
W 1996 roku został zatrudniony na Uniwersytecie Ekonomicznym w Krakowie, gdzie w 2005 roku na jego  Wydziale Ekonomii i Stosunków Międzynarodowych uzyskał stopień doktora nauk ekonomicznych na podstawie rozprawy pt. Konsekwencje ekonomiczne deficytu obrotów bieżących w Polsce po roku 1990, której promotorem była Helena Tendera-Właszczuk. W 2020 roku ta sama uczelnia nadała mu stopień doktora habilitowanego nauk społecznych na podstawie pracy pt. Cykl publikacyjny „Uwarunkowania struktury towarowej obrotów handlowych i jej znaczenie dla stabilnego rozwoju gospodarczego Polski i państw Unii Europejskiej”.